# 비버리 힐스 캅 3
《비버리 힐스 캅 3》(영어: Beverly Hills Cop III)은 미국에서 제작된 존 랜디스 감독의 1994년 액션 코미디 영화이다. 에디 머피 등이 출연하였고, 메이스 뉴펠드 등이 제작에 참여하였다. 비버리 힐스 캅 시리즈 세 번째 작품이며, 《비버리 힐스 캅 2》(1987)의 속편이다.
2024년 속편 《비버리 힐스 캅: 액셀 F》가 공개되었다.

## 출연
- 에디 머피 - 액설 폴리 형사 역
- 저지 라인홀드 - 빌리 로즈우드 경사 역
- 헥터 엘리존도 - 존 플린트 형사 역
- 티머시 카하트 - 엘리스 더월드 역
- 존 색슨 - 오린 샌더슨 역
- 테리사 랜들 - 재니스 퍼킨스 역
- 앨런 영 - 데이브 손턴 삼촌 역
- 스티븐 맥해티 - 비밀경호국 요원 스티브 풀브라이트 역
- 브론슨 핀초 - 서지 역
- 길 힐 - 더글러스 토드 경위 역
- 존 테니 - 러빈 형사 역
- 댄 마틴 - 쿠퍼 역
- 앨 그린 - 목사 역
- 조이 트러볼타 - 지올리토 역
- 마이클 보언 - 플레치 역
- 줄리 스트레인 - 총기 광고 모델 2 역
- 존 싱글턴 - 소방관 역
- 조지 루커스 - (액설이 놀이 기구 새치기를 해) 낙담한 남자 역
- 아서 힐러 - 바 손님 1 역
- 레이 해리하우전 - 바 손님 2 역

## 기타 제작진
- 공동 제작: 레슬리 벨즈버그
- 협력 제작: 레이 머피 주니어
- 배역: 재키 버치
- 미술: 마이클 시모어
- 의상: 캐서린 어데어

## 우리말 녹음
MBC 성우진 (2000년 2월 12일)
- 이인성 - 액설 폴리 (에디 머피)
- 안지환 - 빌리 (저지 라인홀드)
- 이선주 - 재니스 (테리사 랜들)
- 이윤연 - 더월드 (티머시 카하트)
- 김태훈 - 플린트 (헥터 엘리존도)
- 송준석 - 서지 (브론슨 핀초)
- 한규희
- 탁원제
- 탁재인
- 권혁수
- 이종혁
- 안장혁
- 박조호
- 변종필
- 김영선
- 이철용
- 정남
- 김용준
- 박선영
- 오주연
- 이상범
- 최수진
- 이자옥
- 최한